# Hannah Eccles
Hannah Eccles est une voltigeuse britannique née le 30 décembre 1991. Concourant aussi bien en individuel qu'en Pas de deux, elle a notamment été championne d’Europe de voltige en Pas de deux en 2011 et vice-championne du monde avec sa sœur Joanne en Pas de deux en 2012. En 2014, lors des Jeux équestres mondiaux, elle est médaille de bronze en Pas de deux, toujours avec sa sœur.